# Ключе (гмина)
Ключе (пол. Klucze) — сельская гмина (волость) в Польше, входит как административная единица в Олькушский повет, Малопольское воеводство. Население — 15 000 человек (на 2004 год).

## Сельские округа
1. Ключе
2. Богуцин-Дужы
3. Ярошовец
4. Залесе-Гольчовске
5. Гольчовице
6. Цеслин
7. Кольбарк
8. Быдлин
9. Кшивоплоты
10. Кваснюв-Гурны
11. Кваснюв-Дольны
12. Рычувек
13. Хуциско-Кваснёвске
14. Родаки
15. Хехло